# Elohim City
Elohim City est une census-designated place située dans le comté d'Adair, dans l'État d'Oklahoma, aux États-Unis. 
La « ville de Dieu » – Elohim en hébreu, est une communauté sectaire privée fondée en 1973 par Robert G. Millar, un immigrant canadien, ancien mennonite et l'un des plus importants leaders du mouvement américain de l'identité chrétienne, théologie de groupes d'extrême droite suprémaciste. La communauté a attiré l'attention nationale pour ses liens avec des membres de The Order dans les années 1980, ainsi qu'avec Timothy McVeigh, condamné pour l'attentat d'Oklahoma City, dans les années 1990.
L'enclave se compose d'une douzaine de structures, dont certaines sont des mobile homes et d'autres des maisons à dôme modernistes. Le centre d'activité est l'église-centre communautaire, où les résidents se réunissent chaque matin pour des sessions d'une heure.
La population totale d'Elohim City est inconnue, mais a été estimée dans les années 1990 entre 70 et 90. En 2015, on estime qu'il y a environ 100 résidents, la plupart d'entre eux étant des descendants de Robert Millar.
Après la mort de Robert Grant Millar (1925-2001), c'est son fils cadet, John James Millar (1951-2019), qui est devenu le dirigeant d'Elohim City. Actuellement, c'est David Millar, troisième fils de Robert Millar, qui a repris la responsabilité de la communauté.